# Close to the Edge (brano musicale)
Close to the Edge è un brano del gruppo di rock progressivo britannico Yes, considerato uno dei loro capolavori. Si tratta di una lunga suite di oltre 18 minuti di durata che occupa un intero lato dell'omonimo LP ed è suddivisa in quattro movimenti.

## Parti

### I.The Solid Time of Change
Il primo movimento è introdotto mediante suoni eterei e evocativi, come il cinguettìo di uccelli o il rumore di cascate in lontananza; poi, Steve Howe irrompe con un martellante riff di chitarra elettrica accompagnato dal basso di Chris Squire, dalle tastiere di Rick Wakeman e dalla batteria di Bill Bruford. Dopo circa tre minuti, Jon Anderson introduce la lunga parte vocale della canzone, ispirata alle storie narrate in un libro di Hermann Hesse, Siddharta.

### II.Total Mass Retain
Il secondo movimento prosegue inizialmente con la stessa melodia e lo stesso ritmo del primo, prima di sfociare in un punto del brano più sincopato, nel quale tuttavia si ripete lo stesso ritornello già udito fin quasi dall'inizio della parte cantata. Alla fine, Jon Anderson pronuncia quelle che saranno le parole principali del testo nel movimento successivo: "I get up, I get down...".

### III.I Get Up, I Get Down
Il ritmo e il volume calano notevolmente; alle parti vocali cantate da Anderson si aggiungono i cori di Squire e Howe in un crescendo che culmina con il maestoso incedere di un organo a canne, che dal dodicesimo minuto della suite in poi si alterna alla voce del leader degli Yes.

### IV.Seasons of Man
Al suono di una campana, il ritmo aumenta nuovamente ripetendo il tema principale del primo movimento. Segue quindi un assolo velocissimo e molto complesso di Rick Wakeman all'organo Hammond, dopodiché Jon Anderson riprende a cantare le parti vocali scandendo un ritmo incisivo e veloce. Il tutto sfuma infine con la ripetizione del tema vocale caratteristico del terzo movimento (anche se con ritmo maggiore e intonazione diversa) e con i suoni eterei della parte iniziale del brano.